# Тутон
Тутон [ˈtaʊtən] (або toutin) — традиційна страва з Ньюфаундленду, яку зазвичай вважають хлібом, схожим на панкейк, який зазвичай готують із тіста, що піднялося. Хоча на Ньюфаундленді рідко готують млинці з домашнього хлібного тіста, у молодих поколінь все ще зберігається пам'ять про регіональні терміни, як-от британсько-англійський термін tiffin, що означає «невеликий обід». Ця страва має довгий список назв, що відрізняються від регіону, і може стосуватися двох (або більше) різних типів печеного або смаженого тіста: варіант тіста, зазвичай смажений; і варіант запеченої булочки, виготовлений на свинячому жирі. Тутони зазвичай подають на сніданок або пізній сніданок і входять до меню багатьох місцевих ресторанів.

## Варіанти

### Смажене хлібне тісто
Найбільш поширене визначення тутона відноситься до страви, яку готують шляхом смаження хлібного тіста на сковороді в маслі або свинячому жирі. Смажене хлібне тісто не є унікальним для Ньюфаундленду та Лабрадору, акадійський смажений на салі Croix en d'Jeu є одним із прикладів з-за меж регіону. Тутони часто готують із залишків хлібного тіста або тіста, яке залишали підніматися на ніч, наприклад цей опис із Норт-Рівер, Консепшн-Бей, 1966:
Підняте хлібне тісто розтягують, як млинець, і смажать на свинячому жирі (солі) або маргарині. Зазвичай його подавали на сніданок, тому що з дріжджами, що повільно піднімаються, хліб замішували ввечері, давали йому піднятися протягом ночі і випікали наступного дня.
Іноді вони були частуванням для дітей, яких годували ними, щоб вони не з'їли весь свіжоспечений хліб. В аутпортних громадах не існувало точного рецепту хлібного тіста; кожен виробник зазвичай покладався на рецепти та методи, що передавалися усно або через спостереження. Фольклористка Андреа Макгуайр задокументувала це в інтерв'ю з Мері (Мерфі) Кінг, родом із Шип-Коув, Пласеншіа, яка розповідала про спілкування своєї матері з американськими військовослужбовцями в середині двадцятого століття:
Декілька чоловіків «поклонялися мамі за її хліб, тушковане м'ясо та таке інше… Ще одна річ, яку вони ніколи не могли зрозуміти, — це тутони». Чоловіки просили у матері Мері її рецепт хліба та пряника, що трохи бентежило її. Вона казала: «Немає рецепту, ви просто змішаєте трохи цього і трохи того», але, як сказала Мері, «Вони були такими ж мудрими, як і мій кіт, знаєте, тому що вони могли не розумію — якби у вас не було рецепта, як би ви приготували хліб?»
Набагато рідше сьогодні можна зустріти їх, приготовані на жирній свинині; тутони, які можна знайти в місцевих ресторанах, швидше за все, смажать у комбінації оливкової олії, освітленого вершкового масла або олії каноли.

### Тифін
Одне з найпоширеніших регіональних назв тутонів, яке зазвичай зустрічається в Бонавіста-Бей та центральному регіоні Ньюфаундленду, хоча є викиди в Лабрадорі та на півночі затоки Консепсьйон:
Деякі з цих термінів видаються надзвичайно обмеженими у своєму регіональному поширенні. Тифін, наприклад, здається локалізованим у кількох громадах північної частини затоки Бонавіста, однак студенти з південної громади затоки Бонавіста повідомили, що цей термін має значення «невеликий обід», значення, яке також зустрічається в регіональній британській мові, а також в індіанській англійській.
Виготовлення тифінів аналогічно описаним вище для тутонів. Один звіт 1979 року з затоки Бонавіста розповідає:
Коли мама пекла хліб і тісто підходило, вона відрізала шматочки, розміром приблизно з пампушку, і смажила їх. Це були тифіни. Деякі люди також називають їх сконз, але це стосується не лише Веслівілла.
Інші версії слова включають тифен-хліб і синтифін.

### Приправи
Традиційним супроводом тутонів є крапелька патоки або шматочок вершкового масла. Менш поширені приправи можуть включати кленовий сироп, цукор, кукурудзяний сироп або фруктовий джем, хоча їх використання викликає жах у деяких пуристів фудвейз. Альтернативою простій патоці є коуді (також коді або лассі-коаді, соус із патоки), приготовлений таким чином: «Кип'ятіть 10 хвилин — 1 склянка патоки, 1/4 склянки води, 3 столові ложки масла і 1 столова ложка оцту», або будь-якою кількістю альтернативних рецептів.

### Запечена солена свиняча булочка
У деяких частинах Ньюфаундленду тутон — це печений пиріг або булочка, яку часто готують із нарізаною кубиками солоної свинини в тісті. У 1971 році мати та домогосподарка Марі Харріс із Гловертауна надала цей «старий рецепт Nfld, який передавався усно між друзями та матерями дочкам»:
…звичайний пиріг до чаю з борошна, цукру, води (або молока), масла, солі та маленьких шматочків білої свинини. Це було добре перемішано, доки не утворилося тісто, яке розкачали до товщини 1/3 — 1/2 дюйма, а потім нарізали кружечками. Пироги випікали в овані [sic] при 350F і їли, коли були готові, гарячими чи холодними (смачні пироги). [також додайте до інгредієнтів розпушувач!] Не плутати з тифінами.
Іншим типовим описом є те, що місіс Маргарет Кук (народилася в Коучменс-Коув) фольклористу Джону Віддоусону в 1964 році:
Тоді тутони, ви берете їх і згортаєте разом зі свининою, бачите — свинячі тутони. Ні, ні, не хліб, ні, тільки борошно. Візьміть борошно, покладіть туди свинину та пекарські порошки, що у вас є, і розкачайте їх. Це тутони.

### Картопляні тутони
Ще один регіональний варіант, який використовує картоплю як основний інгредієнт, готували в районі Бонавіста та Еллістон (Маберлі) на півострові Бонавіста з початку двадцятого століття.

## Популярна культура

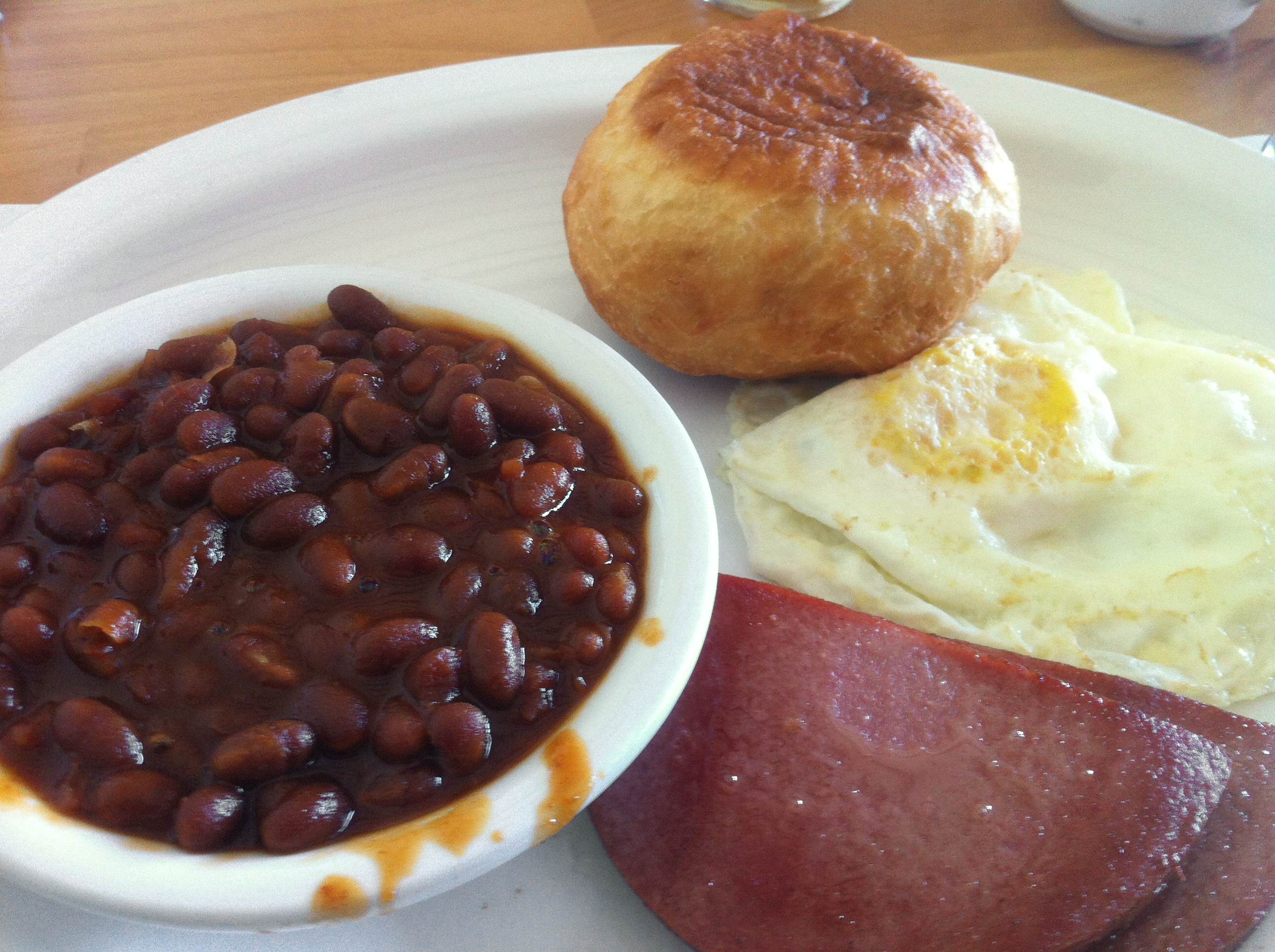
Тутон (зверху), зі смаженим яйцем, болоньєю та квасолею

Наприкінці 1980-х — на початку 2000-х тутони з'явилися як символ або нагадування про ідентичність Ньюфаундленду. У романі Вейна Джонстона «Час їхнього життя» 1987 року герой вигукує: «Вона любила тутони, кульки зі смаженого тіста. Я пам'ятаю, як вона готувала собі пироги, хапаючи жменю за жменю тіста з великої форми для хліба». У газетній колонці 2000 року студентка Меморіального університету Келлі Пауер згадує про «повноцінного чорного коня, який п'є та їсть Ньюфаундленду». Провінційні експати поширили свою любов до тутонів по всій Канаді, а шеф-кухар Марк Бертон з готелю Four Seasons Hotel Ванкувер запропонував високоякісні оладки тутон із патокою та маслом. Заклади типу «ліжко та сніданок» і туроператори в провінції подають тутони для відвідувачів у рамках «Справжнього Ньюфаундленду та Лабрадору». У 2015 році журнал Downhome спонсорував конкурс «Clash of the Toutons», щоб вибрати найкращі ресторанні тутони в провінції. Переможцями, обраними народним голосуванням із 47 ресторанів, стали Бетті та Грем Бедкоки з кафе Madrock у Бей-Робертс:
«Це схоже на чортову магію», — вигукує Бетті. «Ми так зайняті влітку, моя люба, я навіть не можу сказати тобі, який сьогодні день тижня». На піку туристичного сезону, каже Бетті, клієнти чекали біля кафе своєї черги до двох годин. І так, багато хто з них чекає на тутони. Це не дивно, адже у Бетті є модель на будь-який смак. Готуються з домашнього тіста, вони бувають білими або цільнозерновими, у вигляді сендвічів BLT або у вигляді Madrock Touton — це тутон, який подається зі смаженим яйцем у центрі.
Тутони згадуються в хітовому мюзиклі Come from Away, а учасниця оригінального бродвейського акторського складу Петріна Бромлі, яка народилася в Ньюфаундленді, познайомила своїх колег із версією смаженого тіста:
Для початку це вимовляється рекламно. Tout, римується з сумнівом, plus in, римується з…in. Так само, я не сумніваюся, що вам сподобається ваш тутон. Я вперше зробила мультфільми для акторів і знімальної групи Come From Away, коли ми були в Ла-Хойї. Одного вечора ми розпалили багаття на пляжі, і я засмажив кілька ньюфаундлендських тутонів на сковороді на барбекю. Це було якось чарівно під зірками, з тихим шумом прибою позаду, сміхом цієї нової маленької родини переді мною та запахом бабиного хліба. Бути так далеко від дому, приносячи частинку дому людям, які розповідали історію про дім, щоб вони могли трохи краще зрозуміти дім. Я ніколи раніше не робила тутони на пляжі в Каліфорнії, і мені цікаво, чи я єдина, хто це робила.
У 2018 році Енді Хей з Нової Шотландії приготував тутони як свій десерт у фінальному змаганні сезону MasterChef Canada.

## Альтернативні назви

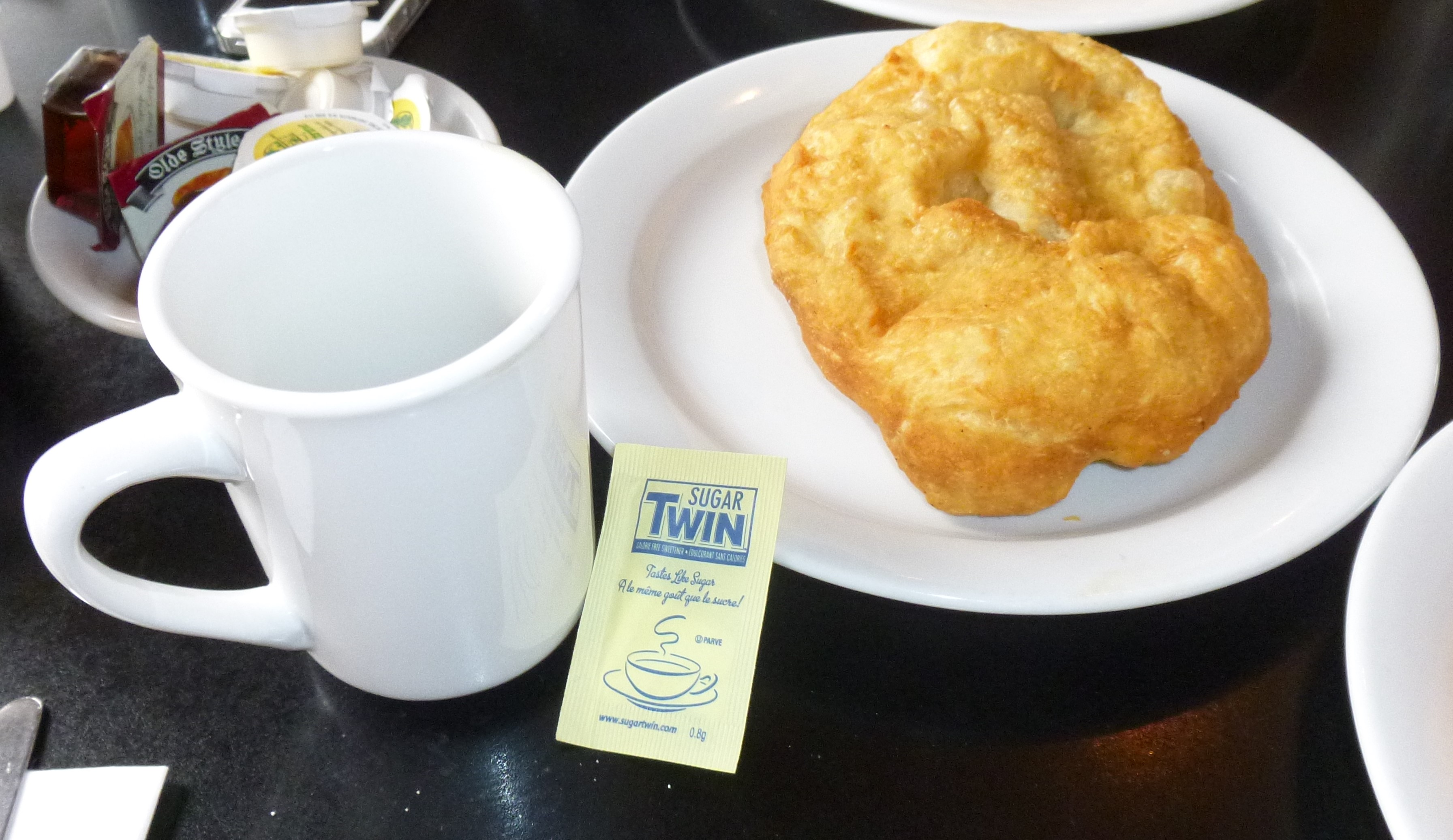
Тутон, їжа на сніданок у Ньюфаундленді та Лабрадорі

Існує широкий діапазон регіональних назв тутонів, що ускладнюється тим фактом, що різні мовці можуть посилатися на будь-який з основних варіантів, наведених вище, і що деякі терміни, застосовані до тутонів (наприклад, bang belly або flapjacks), можуть також стосуватися абсолютно різних продукти харчування.
- bang belly[31] (також відноситься до різних видів печених булочок/пудингів)
- cushions[9] (Західний Ньюфаундленд)
- damper dogs[32] (Сент-Джонс. 1960-ті)
- damper devils[33] (можливо, St. John's)
- dicky dough[9] (Трініті-Бей)
- dunkie doughs (Рендом-Айлен. 1980-90-ті)
- fan-titties[34] (Джексонс-Арм. 1970-ті)
- флеконз[35] (Фрешвотер, Пласеншіа. 1970-ті. Можливо, від старофранцузького flacon — «пляшка» — використовувався для розкачування тіста[7])
- флакери (Стівенвілл-Кроссін)
- flapjacks[36] (Форчун-Гарбор. 1960-ті. Також відноситься до більш традиційних панкейків.)
- флетс (Бонавіста, можливо.)
- фліттерс[37] (Ламсден, також Великий Північний півострів, зокрема в протоках. Швидше за все, псування «фрітер».)
- flummies[9] /flummies[38] (Норт-Вест-Рівер, Лабрадор. 1960-ті. Більше схоже на хліб, який готують на печі, часто готують трапери).
- freezie[39] (центральний Ньюфаундленд)
- смажене тісто (Ред-Бей)
- фрозі[9][40] (Калверт; Бішопс-Фоллс; Бонавіста-Бей; південний Лабрадор. Також може стосуватися пирога зі свинини з патокою або навіть смаженого у фритюрі тутона[41].)
- ганді[42] (Фішеллс; Сент-Джорджс; Стівенвілл 1950-ті.)
- ганги (Пойнт-Лімінгтон)
- luski/luskinikn (традиційний мікмак Можливо, більше бенок Слово «буквально „чотири центи“ — тому що його виготовлення коштує так мало».[43])
- тістечка або хліб на сковороді (Картрайт)
- panitsiak[44] (Нунаціавут. Можливо, більше Bannock. Також кекс маппа, кекс мукмук і сунамайук .[9])
- pooies (Бей-Робертс)
- posies[9] (Норзерн-Бей. 1940-50-ті роки)
- puffy-ups (можливо, Бонавіста)
- scons (Міавпукек. близько 1987; також Веслвілл, див. тифін вище)
- stove cakes[45] (Л'Анс-о-Діабль, Лабрадор. 1970-ті.)
- tommy's/tommies[46] (Гупін-Гарбор; Грейт-Гарбор-Діп. середина 20-го століття, 1970-ті роки.)
- touten[47] (Еллістон. 1960-ті роки.)
- toutins[48] (Норт-Рівер, Консепшн-Бей. 1960-ті)
- тутони з отворами[49] (Пойнт-Лімінгтон, Форчун-Харбор)
- towtents[50] (свинячі коржі. 1890-ті рр.)
- tushin
- zachingles/sachingiels (Кейп-Сент-Джордж /Мейнленд)